# Robert Scottstraat 28-34
Robert Scottstraat 28-34 te Amsterdam is een gebouw aan de Robert Scottstraat in Amsterdam-West.
De Robert Scottstraat kent voornamelijk portiekwoningen van rond 1950; de straat had al in 1939 haar naam gekregen maar de Tweede Wereldoorlog hield de bouw op. Dit betekende tevens dat na de oorlog scholen gebouwd moesten worden om de kinderen te onderwijzen. Tussen twee woonblokken met portiekwoningen was ruimte overgelaten voor een schoolgebouw. Het waren echter nog wel de tijd van gescheiden onderwijs van meisjes en jongens. Aan het architectenbureau van Karel Petrus Tholens en Louis Jean George Marie van Steenhardt Carré werd gevraagd een dubbel schoolgebouw te ontwerpen. Tussen alle bakstenen portiekwoningen werd het een opmerkelijke verschijning. Tholens en Steenhardt Carré kwamen met een gebouw uit de stijl Nieuwe Bouwen en functionalisme. Het werd opgeleverd als gangenschool, hetgeen wil zeggen met centrale ingang met lange gangen naar de klaslokalen. Het opvallende aan het gebouw is (behorend bij de stijl) is dat de betonnen dragende constructie zichtbaar is als een frame waarin gevelwanden zijn opgevuld met of baksteen of relatief grote ramen. Het langgerekte gebouw bestaat uit drie bouwlagen. Door op de begane grond de staanders de benadrukken en geen baksteen als bouwmateriaal te gebruiken lijkt het gebouw te zweven, cq licht van gewicht. De trappenhuizen bevinden zich aan de achterzijde van het gebouw, daar waar ook de speelplaats ligt.
Er kwamen in de jaren vijftig Rooms-Katholieke scholen in; de Juliaschool (meisjes) en Sint Franciscusschool (jongens), die beide in 1958 nog bezocht werden door koningin Juliana. Aan het eind van de 20e eeuw waren de vele kinderen even verdwenen, maar wijzigde ook de bevolkingssamenstelling van de omliggende straten aanmerkelijk. In 1990 nam Stadsdeel Bos en Lommer het gebouw in gebruik.
Het gebouw werd rond 2008 door de gemeente Amsterdam op een lijst gezet van 100 naoorlogse gebouwen die mogelijk in aanmerking zouden kunnen komen voor de status gemeentelijk of rijksmonument. Op 25 juni 2019 kreeg het inderdaad de status van gemeentelijk monument (nr. 200909).   
In 2022 is in het gebouw de Basisschool De Springplank gevestigd en een van de vestiging van Balletschool De Kattensprong.